# شفق، گران‌بوی
شفق (ترکی آذربایجانی: Şəfəq) یک منطقهٔ مسکونی در جمهوری آرتساخ است که در استان شاهومیان واقع شده‌است. شفق ۷۰۹ نفر جمعیت دارد.